# محمد عبدالسلام (بازیکن فوتبال)
محمد عبدالسلام (انگلیسی: Mohamed Abdelsalam؛ زادهٔ ۲۴ مهٔ ۱۹۸۷) بازیکن فوتبال اهل مصر است.